# Jorge Cabrera (Fußballspieler, 1955)
Jorge Martiniano Cabrera Silva (* 1. November 1955) ist ein ehemaliger chilenischer Fußballspieler. Der Stürmer absolvierte ein Länderspiel für die Nationalmannschaft.

## Karriere

### Verein
Jorge Cabrera begann 1976 seine Profikarriere beim CD Ferroviarios und wechselte 1977 zum CF Universidad de Chile, wo er in einem Ligaspiel zum Einsatz kam. Danach ging der Offensivakteur zum Deportes Arica. 1981 spielte der Klub in der Segunda División und stieg als Meister in die Primera División auf. In Arica blieb Cabrera bis 1985 und wechselte für sein letztes Karrierejahr zu Everton.

### Nationalmannschaft
Jorge Cabrera absolvierte für Chile im Februar 1985 unter Trainer Pedro Morales beim Freundschaftsspiel gegen Finnland sein einziges Länderspiel.